# Palermo Women
L'A.S.D. Palermo Women è una società calcistica femminile con sede nella città di Palermo, affiliata alla FIGC.
Nata nel 1987 come Ludos Palermo, la squadra vanta come miglior risultato due partecipazioni alla Serie A all'inizio degli anni 2000.

## Storia

La rosa del Ludos Palermo per la stagione 2002-2003

La società venne fondata il 21 dicembre 1987 come Polisportiva Ludos, occupandosi inizialmente di arti marziali, e affiliandosi alla FIGC nel 1988. Venne iscritta al campionato di calcio femminile di Serie C regionale per la stagione 1988-1989. Al termine della stagione 1995-1996 vinse il campionato di Serie C regionale e venne promossa in Serie B, secondo livello nazionale. Per le quattro stagioni successive concluse nelle prime posizioni del raggruppamento meridionale della Serie B. Nella stagione 2000-2001 terminò al primo posto, venendo così ammessa agli spareggi per la promozione in Serie A: dopo aver superato prima il Mantova e poi il Libertas Aquile Cammaratese, affrontò in finale il Grifo Perugia, vincendo per 4-0 e conquistando la promozione nella massima serie del campionato italiano.
Partecipò al campionato di Serie A per due stagioni consecutive: nel 2001-2002 concluse a metà classifica all'ottavo posto, mentre nel 2002-2003 concluse al quattordicesimo e ultimo posto, venendo così retrocesso in Serie A2.
Seguirono sei campionati consecutivi disputati in Serie A2. All'avvio della stagione 2006-2007 cambiò denominazione in Associazione Sportiva Dilettantistica Ludos. Al termine della stessa stagione venne retrocessa in Serie B, ma poi venne successivamente riammessa in Serie A2 a completamento organici. Dopo aver evitato la retrocessione nella stagione 2007-2008, vincendo lo spareggio contro il Villaputzu, concluse all'ultimo posto la stagione 2008-2009 e venne retrocessa in Serie B. A causa di difficoltà economiche, la società decise di rinunciare alla disputa dei campionati nazionali e di iscriversi nel campionato di Serie C regionale. Tre anni dopo la squadra vinse il campionato regionale e venne promossa in Serie A2, che nel 2013 venne rinominata Serie B.
Nell'estate 2015 la società, dopo aver ricevuto parere negativo da parte del Co.Vi.So.D. per l'iscrizione al campionato di Serie B, rinunciò al ricorso e si iscrisse al campionato di Serie C regionale. Conquistò la prima posizione del campionato di Serie C siciliano, tuttavia, pur avendo diritto all'iscrizione alla Serie B per la stagione successiva, vi rinunciò per giocare nuovamente in Serie C. Terminò la stagione 2016-2017 al secondo posto, mentre vinse il campionato di Serie C nella stagione 2017-2018 con quattro giornate di anticipo, conquistando la promozione nella nuova Serie C.
Nell'estate del 2020, il titolo sportivo della Ludos Palermo viene ceduto al Palermo, la cui sezione femminile viene iscritta al campionato di Serie C. Con la vittoria del girone D del campionato di Serie C 2020-2021, la squadra ha ottenuto la promozione in Serie B.
Al termine della stagione 2022-2023 ha ceduto il titolo sportivo di Serie C al Palermo Football Club, che vi ha iscritto la propria sezione femminile.

## Colori e simboli

### Colori
Il completo da gioco del Palermo femminile è identico a quello indossato dalla squadra maschile ed è composto dalla tradizionale maglia rosa, abbinata a pantaloncini e calzettoni di colore bianco.

### Simboli ufficiali

#### Stemma
Lo stemma adottato dal Palermo femminile è lo stesso utilizzato dal Palermo Football Club a partire dal 2019 in cui compare la testa di un'aquila sovrapposta alla lettera P, iniziale del nome della città di Palermo, completata da un'ala stilizzata di colore rosa-nero. Lo stemma viene completato dalla parola Palermo di colore dorato.

#### Inno
L'inno ufficiale della squadra si intitola Rosanero Amore Vero; è stato composto da scritta da Salvatore Ficarra e Lello Analfino, egli stesso cantante del pezzo.

## Strutture

### Stadio
A partire dalla stagione 2019-2020, il Palermo femminile disputa le sue partite interne al Centro Sportivo Pasqualino Stadium di Carini con una capienza di circa 1 000 spettatori.

## Palmarès
- Campionato italiano di Serie C: 1

2020-2021

## Statistiche e record

### Partecipazioni ai campionati nazionali
| Livello | Categoria  | Partecipazioni | Debutto   | Ultima stagione | Totale |
| ------- | ---------- | -------------- | --------- | --------------- | ------ |
| 1º      | Serie A    | 2              | 2001-2002 | 2002-2003       | 2      |
| 2º      | Serie B    | 8              | 1996-1997 | 2021-2022       | 15     |
| 2º      | Serie A2   | 7              | 2003-2004 | 2012-2013       | 15     |
| 3º      | Serie C    | 4              | 2018-2019 | 2022-2023       | 4      |
| 4º      | Eccellenza | 2              | 2023-2024 | 2024-2025       | 2      |